# Poecilarctia venata
Poecilarctia venata là một loài bướm đêm thuộc phân họ Arctiinae, họ Erebidae.